# Hernán De La Fuente
Hernán De La Fuente, född 7 januari 1997, är en argentinsk fotbollsspelare som spelar för Huracán.

## Klubbkarriär
I maj 2018 förlängde De La Fuente sitt kontrakt i Vélez Sarsfield fram till juni 2021. Han lämnade klubben i samband med att kontraktet gick ut.
I augusti 2021 värvades De La Fuente av portugisiska Famalicão, där han skrev på ett treårskontrakt. Den 18 januari 2023 lånades De La Fuente ut till Primera División de Argentina-klubben Atlético Tucumán på ett låneavtal över resten av året.
Den 15 januari 2024 värvades De La Fuente av Huracán.

## Landslagskarriär
I juni 2021 blev De La Fuente uttagen i Argentinas trupp till olympiska sommarspelen 2020 i Tokyo.